# آهوی رنگ‌پریده
آهوی رنگ‌پریده (نام علمی: Ourebia ourebi) نام یک گونه از تیره گاوان است.